# ميلاكي
ميلاكي (بالفرنسية: Melaky)‏ هي منطقة تقع شمال غرب مدغشقر. تحدها منطقة بويني من الشمال الشرقي، بيستيبوكا من الشرق، بونجولافا من الجنوب الشرقي ومنابي من الجنوب. عاصمة المنطقة هي ماينترانو. قُدِّر عدد السكان بـ297،446 نسمة في عام 2014 ضمن مساحة 38,852 كيلومتر مربع (15,001 ميل مربع). ميلاكي لديها أقل عدد من السكان وأقل كثافة سكانية في جميع مناطق مدغشقر.

## التقسيمات الإدارية
تنقسم منطقة ميلاكي إلى خمس مقاطعات، تنقسم إلى 32 بلدية.
- Ambatomainty District
- Antsalova District
- Besalampy District
- Maintirano District
- Morafenobe District